# Cleora insularum
Cleora insularum là một loài bướm đêm trong họ Geometridae.